# Cronologia da Guerra do Iraque
Esta é a cronologia da Guerra do Iraque.

## 2003
- 20 de março - Forças de uma coalizão formada pelos Estados Unidos e pelo Reino Unido invadem o Iraque a partir do Kuwait.
- 21 de março - Começa a operação “Choque e Pavor”, com o mais intenso de Bagdá.
- 22 de março - Americanos iniciam avanço em direção a Bagdá a partir do sul. Começa o cerco a Baçorá.
- 23 de março - Surgem os primeiros sinais de resistência para militar iraquiana em Umm Qasr e Nassíria.
- 24 de março - Saddam Hussein vai a TV e diz que vencerá. Iraquianos mantêm suas emboscadas contra os Estados Unidos.
- 25 de março - Mil iraquianos morrem na batalha de Najaf.
- 9 de abril - As forças da coalizão chegam a Bagdá e tomam o controle da capital; o presidente Saddam Hussein desaparece.
- 13 de julho - O Conselho de Governo Iraquiano, formado por 25 iraquianos escolhidos sob supervisão dos Estados Unidos, faz seu encontro inaugural em Bagdá.
- 19 de agosto - Um caminhão-bomba explode sob a sede da Organização das Nações Unidas em Bagdá. O atentado suicida deixa 22 mortos, inclusive o diplomata brasileiro Sérgio Vieira de Mello, enviado da ONU ao Iraque.
- 13 de dezembro - Tropas dos Estados Unidos capturam o presidente Saddam Hussein em um esconderijo subterrâneo próximo a Ticrite.

## 2004
- 8 de março - O Conselho de Governo Iraquiano assina a Constituição interina do país pós-Saddam.
- 17 de maio - Um ataque suicida com carro-bomba mata o líder do Conselho Iraquiano Ezzedine Salim.
- 1 de junho - O Conselho de Governo é dissolvido para dar lugar ao governo interino liderado por Iyad Allawi. Ghazi al-Yawer é nomeado presidente do Estado do Iraque.
- 28 de junho - Os Estados Unidos formalmente restituem a soberania do Iraque. A Autoridade Provisional da Coalizão é dissolvida.
- 1 de julho - Início do julgamento do presidente Saddam Hussein.

## 2005
- 30 de janeiro - A Aliança Unida, liderada pelos xiitas, domina as eleições para o Parlamento interino do Iraque. A maioria dos sunitas não vota nas eleições.
- 16 de março - A Assembléia Nacional do Iraque, eleita em janeiro, tem sua primeira reunião. No dia 6 de abril, Jalal Talabani, um iraquiano de origem curda, é eleito presidente do Iraque.
- 15 de outubro - Saddam Hussein vai a julgamento por acusações de crimes contra a humanidade pela morte de 148 xiitas em Dujail após uma tentativa de assassinato contra o ditador em 1982. Ele se declara inocente.
- 15 de dezembro - O Iraque vota em eleições parlamentares.

## 2006
- 10 de fevereiro - Os resultados finais das eleições dão à aliança xiita a maioria dos assentos no Parlamento iraquiano, com 128 cadeiras. Os sunitas conseguem 58 e os curdos, 53.
- 22 de fevereiro - Um atentado a bomba destrói uma mesquita xiita em Samarra. O ataque dá início a uma onda de violência sectária sem precedentes no país.
- 7 de abril - Jalal Talabani é reeleito presidente pelo Parlamento.
- 22 de abril - Talabani pede a Nouri al-Maliki para formar o novo gabinete de governo após a saída de Ibrahim al-Jaafari.
- 21 de maio - Um ataque aéreo dos Estados Unidos mata o líder da rede terrorista Al Qaeda no Iraque, Adu Musab al-Zarqawi.
- 5 de novembro - Uma corte em Bagdá considera Saddam Hussein culpado de crimes contra a humanidade e o sentencia a morrer pela forca pelos assassinatos em Dujail.
- 23 de novembro - Seis carros-bomba em diferentes partes do bairro de Sadr City, bastião xiita em Bagdá, explodem e causam a morte de mais de 200 pessoas.
- 30 de dezembro - Saddam Hussein morre executado na forca em Bagdá.

## 2007
- 10 de janeiro - Em um discurso televisionado para o público dos EUA em 10 de janeiro de 2007, Bush propôs mais 21.500 soldados para o Iraque, além de um programa de geração de empregos para os iraquianos, e propostas de reconstrução do país. Foi auniciado US$ 1,2 bilhão para esses programas.  Em 23 de janeiro de 2007, no discurso do Estado da União de 2007, Bush anunciou o envio de reforços de mais de 20.000 soldados e fuzileiros navais adicionais para o Iraque.
- 3 de fevereiro - Um caminhão-bomba explode em um mercado em Bagdá e mata 135 pessoas. Outras 305 ficam feridas. É o pior saldo em um único ataque desde o início do conflito no Iraque.
- 14 de fevereiro - O premiê Nouri al-Maliki lança a nova ofensiva de segurança proposta pelos Estados Unidos em Bagdá. Em janeiro, o presidente dos Estados Unidos, George W. Bush, anunciou um plano de segurança que inclui o envio de 21.500 soldados americanos extras para o país árabe. O plano pretende tomar e manter o controle de regiões de Bagdá em operações bairro a bairro.